# 耶律九哥
耶律九哥（?—?），为契丹（遼朝）皇族，辽圣宗耶律隆绪的第七女。
耶律九哥母亲马氏，耶律九哥被封为浔阳郡主、浔阳公主，下嫁萧琏。开泰六年（1017年）九月丁未，辽圣宗以驸马萧琏、节度使化哥、知制诰仇正己、杨佶充贺宋朝生辰正旦使副。太平三年（1023年）六月戊午，辽圣宗以萧琏为左夷离毕，萧琳为详稳。

## 传記資料
- 《遼史》公主表